# Andy Hurley

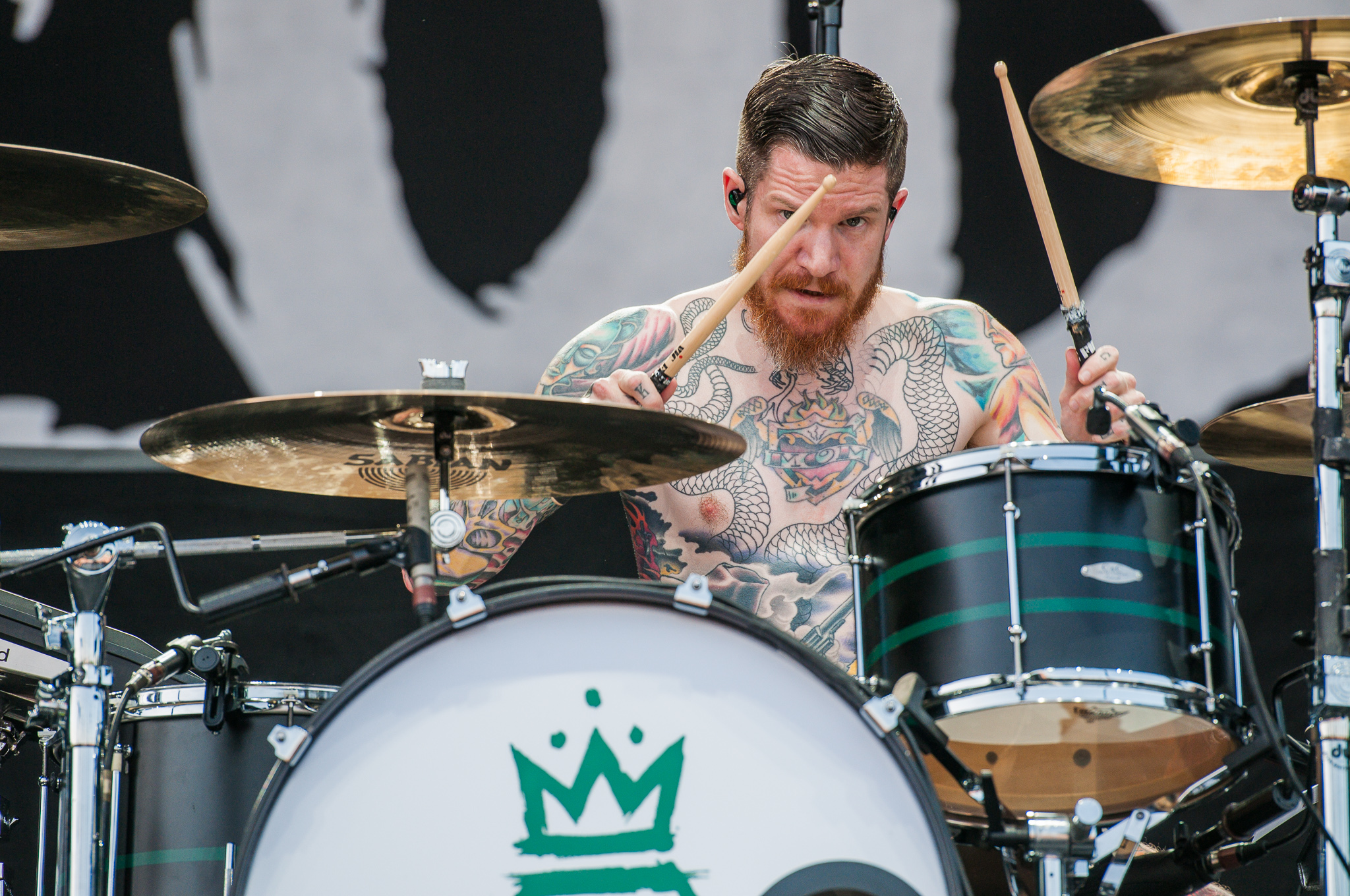
Hurley 2014 bei einem Auftritt mit Fall Out Boy bei Rock im Park

Andrew John Hurley (* 31. Mai 1980 in Milwaukee, Wisconsin, Vereinigte Staaten) ist ein US-amerikanischer Schlagzeuger und Mitglied der Alternative-Band Fall Out Boy.

## Leben
Hurley wurde von seiner Mutter, einer Krankenschwester, großgezogen. Sein Vater starb, als er fünf Jahre alt war. Zunächst spielte er Saxophon, bevor er während seiner Highschool-Zeit Schlagzeug erlernte, nachdem seine Schwester ihm die Alben Ride the Lightning und Van Halen geschenkt hatte. Er bezeichnet Dave Lombardo als seinen größten Einfluss und Metallica als seine Lieblingsband. Er interessierte sich für Death Metal und Crossover-Thrash, kurz danach auch für Hardcore Punk und Metalcore Bands wie Earth Crisis. Nach dem Highschoolabschluss studierte er an der University of Wisconsin–Milwaukee Anthropologie und Geschichte. Währenddessen spielte er in drei Bands.

## Musikalische Karriere
Hurley arbeitete zunächst mit den Gruppen Project Rocket, einer Alternative-Rock-Band aus Chicago, Arma Angelus, The Kill Pill und der Metalcore-Gruppe Racetraitor. Er ist seit dem Debütalbum Take This to Your Grave Mitglied der Band Fall Out Boy. Seit der vorübergehenden Pause Fall Out Boys, ist Hurley Mitglied der Heavy-Metal-Band The Damned Things.

## Privates
Hurley ist Straight Edger und Veganer. Er glaubt an den Anarcho-Primitivismus.